# Macedonia na Mistrzostwach Europy w Lekkoatletyce 2014
Macedonia na Mistrzostwach Europy w Lekkoatletyce 2014 – reprezentacja Macedonii podczas Mistrzostw Europy w Zurychu liczyła 2 zawodników.

## Występy reprezentantów Macedonii

### Mężczyźni

#### Konkurencje biegowe
| Konkurencja   | Zawodnik     | Eliminacje | Eliminacje | Półfinał | Półfinał | Finał    | Finał | Źródło |
| Konkurencja   | Zawodnik     | Rezultat   | Poz.       | Rezultat | Poz.     | Rezultat | Poz.  | Źródło |
| ------------- | ------------ | ---------- | ---------- | -------- | -------- | -------- | ----- | ------ |
| Bieg na 200 m | Riste Pandew | 21,96      | 29.        | NQ       | NQ       | NQ       | NQ    | [ 1 ]  |

### Kobiety

#### Konkurencje biegowe
| Konkurencja   | Zawodniczka       | Eliminacje | Eliminacje | Półfinał | Półfinał | Finał    | Finał | Źródło |
| Konkurencja   | Zawodniczka       | Rezultat   | Poz.       | Rezultat | Poz.     | Rezultat | Poz.  | Źródło |
| ------------- | ----------------- | ---------- | ---------- | -------- | -------- | -------- | ----- | ------ |
| Bieg na 400 m | Hristina Risteska | 57,47 PB   | 29.        | NQ       | NQ       | NQ       | NQ    | [ 2 ]  |